# 오사와촌 (야마가타현)
오사와촌(大沢村)은 야마가타현 아쿠미군에 있던 촌이다.

## 역사
- 1889년 4월 1일 - 정촌제 시행에 수반해 오사와촌이 성립하였다.
- 1954년 10월 1일 - 이치조촌, 간논지촌, 닛코촌과 합병, 정으로 승격해 야와타정이 되어 소멸하였다.

## 참고문헌
- 『市町村名変遷辞典』東京堂出版、1990年。